# 夕凪 (2代神風型駆逐艦)
夕凪（ゆうなぎ / ゆふなぎ）は、日本海軍の駆逐艦。
艦名の意味は「夕方、風の凪ぎたること。夕方に陸風と海風が交代する時に暫く風が止み、波が静かになること」。
艦名としては明治39年進水した駆逐艦「夕凪」に続いて2代目。

## 概要
一等駆逐艦夕凪（ゆうなぎ / ゆふなぎ）は、日本海軍が大正時代に佐世保海軍工廠で建造した駆逐艦。神風型駆逐艦の9番艦である。同型最終艦で、艦船名は1906年（明治39年）竣工の初代神風型駆逐艦・夕凪に次ぎ2隻目。竣工時の艦名は第十七号駆逐艦で、1928年（昭和3年）8月に「夕凪」と改名された。1936年（昭和10年）6月から10月にかけては第三航空戦隊として、1937年（昭和12年）1月から7月にかけては第十二戦隊として、南洋諸島の長期調査航海をおこなった。
1941年（昭和16年）12月8日の太平洋戦争開戦時、ひきつづき第六水雷戦隊麾下の第29駆逐隊に所属して南洋部隊（指揮官井上成美中将、第四艦隊司令長官）の作戦に従事した。
1942年（昭和17年）3月10日、ラエ・サラモア空襲で中破、内地で修理をおこなった。6月より戦線に復帰、7月に第六水雷戦隊が解隊されると第二海上護衛隊に所属したが、8月8日の第一次ソロモン海戦では第八艦隊の重巡洋艦と共にガダルカナル島に突入した。その後、中部太平洋方面で護衛任務に従事した。
1943年（昭和18年）3月から6月にかけて、佐世保海軍工廠で高速輸送艦仕様に改造される。この間に第八艦隊に編入されていた夕凪は、7月初旬以降のニュージョージア島攻防戦や10月下旬以降のブーゲンビル島攻防戦に従事、クラ湾夜戦、コロンバンガラ島沖海戦、コロンバンガラ島撤退作戦（セ号作戦）、ブーゲンビル島沖海戦などに参加、敵制空権下での強行輸送（鼠輸送）に奔走した。
1944年（昭和19年）1月から3月にかけて佐世保海軍工廠で修理したあと、3月10日から中部太平洋方面艦隊に所属した。松輸送などの船団護衛任務に従事したあと、6月中旬のマリアナ沖海戦（補給部隊護衛）に参加した。同年8月、ヒ71船団に参加する。同船団から分離後の8月25日、夕凪はルソン島沖で米潜水艦ピクーダの魚雷攻撃を受けて沈没した。

## 艦歴

### 建造～太平洋戦争開戦まで
1922年(大正11年)10月26日、佐世保鎮守府にあて佐世保海軍工廠での一等駆逐艦1隻の建造が訓令された。
訓令時の予算は大正11年度から同13年度(1925年3月31日まで)の総額2,498,662円(兵装費は除く)だった
翌1923年(大正12年)1月27日、佐世保海軍工廠建造の一等駆逐艦は第十七駆逐艦と命名された。
同年9月1日、
または9月17日に起工し、1924年（大正13年）4月23日に進水、
24日に第17号駆逐艦と改称した。
1925年（大正14年）4月24日に竣工、
5月1日に第15号駆逐艦（朝凪）と共に第29駆逐隊を編制した。
9月10日、第29駆逐隊は第二艦隊に編入された。12月25日に第13号駆逐艦（疾風）が編入され、第11号駆逐艦（追風）と合わせ4隻体制となった。
1928年（昭和3年）8月1日、番号表記の駆逐艦が同時に改称され、夕凪（ゆふなぎ）と命名された。
1933年（昭和8年）11月15日、第29駆逐隊は第一艦隊所属となる。
1935年（昭和10年）11月15日、日本海軍は朝凪と夕凪で第28駆逐隊を新編した。1936年（昭和11年）6月1日、海軍は水上機母艦神威と第28駆逐隊（朝凪、夕凪）で第三航空戦隊を編制し、6月28日-10月17日、南洋で水上基地候補地の調査のためマリアナ諸島、カロリン諸島を航海した。
12月1日附で、第三航空戦隊は第十二戦隊に改編された。
1937年（昭和12年）1月28日-7月10日、第十二戦隊（敷設艦〈沖島〉、水上機母艦〈神威〉、第28駆逐隊〈朝凪、夕凪〉）により、再び七ヶ月におよぶ南洋の調査を行った。
同時期、盧溝橋事件や第二次上海事変により中国大陸情勢は緊迫の度合いを増す。8月27日、海軍はふたたび3隻（神威、朝凪、夕凪）で第三航空戦隊を編成した。10月20日、第3予備艦となり佐世保警備戦隊に編入した。
1940年（昭和15年）11月上旬にかけて朝凪は函館港、夕凪は第22駆逐隊（皐月、水無月、文月、長月）と共に佐世保・長崎港の防御を担当した。11月15日に第28駆逐隊は解隊し、第29駆逐隊に編入される。中部太平洋を担務する第四艦隊隷下の第六水雷戦隊（軽巡洋艦〈夕張〉、第29駆逐隊〈追風、疾風、朝凪、夕凪〉、第30駆逐隊〈睦月、如月、弥生、望月〉）に所属した。1941年（昭和16年）前期、第四艦隊は中部太平洋諸島での演習や訓練に従事し、トラック泊地を拠点に行動しながら第四航空戦隊や第六艦隊との共同訓練も実施した。

### 太平洋戦争緒戦
1941年（昭和16年）12月8日の太平洋戦争開戦時、第29駆逐隊（追風、疾風、朝凪、夕凪）を含め第六水雷戦隊（司令官梶岡定道少将、海兵37期）はひきつづき南洋部隊（指揮官井上成美海軍中将、第四艦隊司令長官）に所属しており、南洋部隊各部隊・各艦とともに中部～南東方面の太平洋作戦に従事した。
開戦劈頭、第十九戦隊司令官志摩清英少将が指揮するハウランド方面攻撃支援隊（第十九戦隊〈沖島、天洋丸〉、第29駆逐隊第2小隊〈夕凪、朝凪〉、基地営隊輸送船）と共にヤルートを出撃、ギルバート諸島に向かった。マキン占領部隊（沖島ほか）と分離した夕凪と朝凪は、10日午前0時に海軍陸戦隊をタラワ島に揚陸し、午前中に同島占領を宣言した。
2隻は沖島などが占領したマキン島に移動し、合流した。
一方、第六水雷戦隊は第一次ウェーク島攻略戦に失敗し、所属2隻（疾風、如月）を喪失した。29駆2小隊（朝凪、夕凪）は六水戦に合流し、第二次ウェーク島攻略戦に参加した。
1942年（昭和17年）1月3日、第六水雷戦隊はトラック島に帰投した。
1月中旬、第29駆逐隊（追風、朝凪、夕凪）は南洋部隊所属の各部隊・各艦と共にラバウル（ニューブリテン島）とカビエン（ニューアイルランド島）の攻略作戦に従事した。
3月初旬、第六水雷戦隊（軽巡〈夕張〉、第29駆逐隊〈追風、朝凪、夕凪〉、第30駆逐隊〈睦月、弥生、望月〉）はニューギニア島東部攻略および攻略船団の護衛を命じられ、ラエとサラモアを占領する。3月10日、米機動部隊（レキシントン、ヨークタウン）艦載機は、揚陸作戦中の日本軍船団と護衛艦艇を襲撃する。輸送船4隻が沈没し旗艦夕張も損傷した。夕凪は直撃弾で機関部が損傷し主計科が全滅するなど、戦死29名・負傷者約40名の損害を受けた。応急修理の後、第六水雷戦隊はトラック泊地に回航される。第29駆逐隊はトラック～サイパンを経由して佐世保へ戻り、修理と整備に入った。5月25日、第23駆逐隊の解隊にともない睦月型駆逐艦夕月が第29駆逐隊に編入され（ウェーク島攻略戦で沈没した疾風の代艦）、第29駆逐隊は定数4隻（追風、朝凪、夕凪、夕月）を回復した。
6月1日、「夕凪」は整備を完了した。6月5日から20日まで、陸軍南海支隊用輸送船7隻の門司からパラオまでの護衛に従事。6月25日から28日までは「もんてびでお丸」の護衛を行った。7月9日に南海支隊用輸送船「綾戸山丸」、「良洋丸」を護衛してパラオからラバウルへ向かい、7月14日にラバウルに着いた。
ミッドウェー海戦の敗北後、日本軍は南洋の拠点強化に乗り出す。6月下旬以降、第六水雷戦隊はガダルカナル島などの飛行場設営を支援した。
7月10日をもって第六水雷戦隊は解隊され、所属各部隊（夕張、第29駆逐隊、第30駆逐隊）は第四艦隊隷下の第二海上護衛隊に編入された。このうち第30駆逐隊は7月14日新編の第八艦隊（司令長官三川軍一中将、軍隊区分においては外南洋部隊）に編入され、第二海上護衛隊として行動することはなかった。また外南洋部隊（第八艦隊）の新編にともない、南洋部隊（第四艦隊）は内南洋部隊と改称した。六水戦解隊後も、第29駆逐隊はしばらくソロモン諸島やニューギニア方面での航空基地設営作戦に従事した。

### ソロモン諸島の戦い
1942年（昭和17年）8月7日早朝、米軍はツラギ島とガダルカナル島に上陸し、南太平洋での本格的な反攻に転じた。急報を受けた外南洋部隊指揮官三川軍一中将（第八艦隊司令長官）は重巡鳥海（第八艦隊旗艦）と第六戦隊（司令官五藤存知少将）の重巡4隻（青葉、加古、衣笠、古鷹）の計5隻で米揚陸部隊の撃滅を計画した。軽巡天龍と夕張、夕凪はたまたまラバウル在泊中で、第十八戦隊が参加を上申し、夕張と夕凪も艦隊に加わった。鳥海以下の艦船は同日午後2時半にラバウルを出撃、約2時間後に第六戦隊と合流しガダルカナル島に進撃した。三川長官直率の外南洋部隊は連合軍の重巡洋艦4隻を撃沈し、巡洋艦と駆逐艦複数隻に損傷を与えた。帰路で重巡加古を喪失したものの、勝利を収めた（海戦に到る経緯と行動の詳細は、当該記事を参照）。
8月11日夜、追風と夕凪と共にラバウルを出撃、13日にガダルカナル島ヘンダーソン飛行場を砲撃し14日に帰投した。8月24-25日の第二次ソロモン海戦前後における外南洋部隊は、日本陸軍一木支隊をのせた輸送船団（第二水雷戦隊司令官田中頼三少将護衛）を間接支援するため、ソロモン諸島を機宜行動する。夕凪は、鳥海（第八艦隊旗艦）や第六戦隊（青葉、古鷹、衣笠）などと行動を共にし、また8月19日からはサンタイサベル島レカタ水上機基地の設営に協力した。
21日、外南洋部隊は白露型駆逐艦江風（第24駆逐隊）と夕凪にガダルカナル島ルンガ泊地へ進入と襲撃を命じた。だが波浪のため夕凪は速力22ノット以上を出すことができず、江風のみでの突撃となった。江風はルンガ泊地で駆逐艦ブルーを撃沈している。夕凪は引き揚げてきた江風と合流し、ショートランド泊地に移動した。第二次ソロモン海戦当日の夕凪は外南洋部隊の重巡洋艦群と行動を共にし、輸送船団の支援をおこなった。
夕凪は8月下旬までソロモン諸島方面で行動し、9月上旬からはナウル島・オーシャン島攻略作戦に従事した。以降は中部太平洋の輸送ルートを守る第二海上護衛隊の各艦と共に活動、ソロモン諸島、マーシャル諸島などで護衛任務に従事した。
10月中旬、マーロン・S・ティスデール少将が指揮する重巡洋艦ポートランドと軽巡洋艦サンフアンは、南太平洋を南下していた。ポートランド（旗艦）は単艦で10月15日にタラワ島へ到達し、タラワ在泊および近海の日本軍艦船（夕凪、浮島丸、筑紫、日立丸）やタラワ守備隊（横須賀鎮守府第六特別陸戦隊）に対して艦砲射撃をおこなう。
また艦載機のSOCシーガル水上観測機で空襲を敢行した。当初、筑紫はポートランドを大和型戦艦武蔵と思っていたという。夕凪も当初は戦艦と報告している。
ポートランドは約30分間にわたり砲撃を敢行する。日本側各艦に若干の損害があったが決定的な被害はなく、ポートランドは日本軍の空襲を懸念して去っていった。翌日、米巡洋艦は監視艇2隻を撃沈し、ソロモン諸島へむかった。この砲撃により、タラワの横六特は収容中の民間人3名と捕虜19名を処刑してしまった。
10月26日、第四艦隊司令長官は井上成美中将から鮫島具重中将に交代した。
11月中旬、鮫島長官は練習巡洋艦鹿島に乗艦し、マーシャル群島を視察することにした。夕凪と朝凪は鹿島を護衛して中部太平洋諸島（クェゼリン環礁、ルオット島、イミエジ島、ヤルート島、ヤルート島）を視察する。途中で朝凪がマーシャル方面に残り、鹿島と夕凪は12月2日トラックに帰投した。以後の夕凪は、ふたたび第二海上護衛隊として護衛任務に就いた。

### 中部ソロモン諸島の戦い
1943年（昭和18年）3月18日に夕凪は佐世保に戻り、一部の機関や主砲・魚雷を撤去して対空火力を増設し、甲板に大発動艇2基を搭載するなどの改修工事を行った。4月1日、日本海軍は戦時編制の改定をおこなう。第29駆逐隊が解隊され、夕凪は再び南東方面を担当する第八艦隊（司令長官鮫島具重中将）に編入された。改修を終えた夕凪は6月11日に佐世保を出撃して、ラバウルに進出する。6月下旬以降、第八艦隊麾下の睦月型・神風型駆逐艦（望月、夕凪、長月、皐月、水無月、三日月）は交替でコロンバンガラ島輸送に従事した。
連合軍は6月30日にレンドバ島に上陸を開始、ニュージョージア島の戦いが始まった。日本軍は揚陸・補給部隊の撃滅を計画し、7月1日の第一次突入作戦では、第三水雷戦隊所属の駆逐艦複数隻（ブカ島所在〔天霧、初雪〕、ブイン所在〔長月、水無月、三日月〕）が先行、第三水雷戦隊司令官秋山輝男少将直率の駆逐艦4隻（新月〈三水戦旗艦〉、望月、皐月、夕凪）としてラバウルを出撃、7月1日未明にレンドバ島周辺を捜索したが会敵しなかった。7月2日の第二次作戦では陽動隊（夕張、三日月、夕凪）としてブインを出撃、会敵せず3日朝に帰投した。
連合軍のレンドバ島とニュージョージア島進攻にともないコロンバンガラ島の日本陸軍への輸送が急務となった。第一回輸送隊を第22駆逐隊司令金岡国三大佐指揮下の駆逐艦4隻（夕凪、長月、皐月、新月）で編成、4日夕刻にブインを出撃した。同日深夜、クラ湾でニュージョージア島の日本軍砲台と交戦中の米艦隊（司令官ヴォールデン・L・エインスワース少将）を発見、輸送を中止して僚艦と共に魚雷を発射した（長月6本、新月4本、夕凪4本）。米駆逐艦ストロングに魚雷が命中し、ストロングは陸上からの砲撃も受けて沈没した。輸送隊は5日朝、ブインに戻った。
この頃、軽巡洋艦夕張が機雷により損傷したので、第三水雷戦隊司令官秋山輝男少将は引き続き秋月型駆逐艦新月に三水戦の将旗を掲げた。夕張は内地に戻って修理を余儀なくされ、ラバウルに再進出したのは11月3日であった。
続く7月5日、警戒部隊（新月、涼風、谷風）、輸送隊（望月、三日月、浜風、夕凪／天霧、初雪、長月、皐月）という編成でコロンバンガラ島へ出撃予定であったが、夕凪は出撃しなかった。迎撃に出てきた米艦隊との間で夜間水上戦闘になり、新月と長月が沈没する。新月沈没時に外南洋部隊増援部隊指揮官秋山輝男少将（第三水雷戦隊司令官）が戦死して、第三水雷戦隊司令部は全滅した。後任の三水戦司令官は伊集院松治大佐となったが、新司令官到着まで鳥海艦長有賀幸作大佐が臨時に増援部隊の指揮をとり、また新司令部の準備がととのうまで第二水雷戦隊司令官伊崎俊二少将が増援部隊を指揮する。
輸送隊の護衛が強化され、外南洋部隊指揮官（第八艦隊司令長官）は、麾下水上部隊の全力で輸送と敵艦隊撃滅を試みた。7月9日夕刻、ニュージョージア方面（主隊〈鳥海、川内〉、警戒隊〈雪風、夕暮、谷風、浜風〉）、第22駆逐隊司令指揮下の輸送部隊（皐月、三日月、松風、夕凪）としてブインを出撃する。連合軍艦隊とは会敵せず、輸送部隊はコロンバンガラ島での揚陸に成功、全部隊はブインに帰投した。
7月12日、本艦は輸送隊（皐月、水無月、松風、夕凪）としてコロンバンガラ島へ出撃し、これを増援部隊指揮官（伊崎少将）指揮下の警戒隊（軽巡〈神通〉、駆逐艦〈清波、雪風、浜風、夕暮、三日月）が護衛した。
12日深夜、日本軍輸送隊はエインスワース少将の米艦隊と遭遇し、夜間水上戦闘になる（コロンバンガラ島沖海戦）。この間に輸送隊は13日0時過ぎに揚陸を開始、約1時間で全輸送に成功した。日本艦隊は同日ブインに帰投したが、神通が沈没して第二水雷戦隊司令官伊崎俊二少将は戦死。二水戦司令部は全滅した。
夕凪は18日の輸送作戦でも輸送隊に編入されていたが、同日のブイン空襲で損傷したため同行しなかった。同日夜、警戒・輸送隊はクラ湾で夜間空襲を受け、重巡熊野が大破、清波と夕暮が沈没するなど一方的な損害を受けた。
7月20日、日本海軍は第四水雷戦隊を解隊して第二水雷戦隊に編入し、四水戦司令官高間完少将を第二水雷戦隊司令官に任命した。夕凪はラバウルで応急修理した後、30日に水無月と共に輸送船白山丸、国川丸を護衛して出発、8月2日にトラック泊地に到着。サイパンを経由して内地に帰投した。
修理を終えた夕凪は、9月21日に佐世保を出撃する。サイパン、トラック泊地を経由して29日ラバウルに戻った。10月初頭、コロンバンガラ島からの撤退作戦（セ号作戦、第二次撤収作戦）に参加したが、松風と夕凪は故障のため途中で引き返している。10月6-7日のベララベラ島撤退作戦では、警戒部隊（秋雲〔第三水雷戦隊司令官伊集院松治大佐〕、磯風、風雲、夕雲、時雨、五月雨）および第22駆逐隊司令指揮下の輸送部隊（文月、松風、夕凪）という編成で出撃する。作戦中に米軍水雷戦隊の間で夜間水上戦闘になった（第二次ベララベラ海戦）。その後も夕凪は第三水雷戦隊や応援部隊の各艦と共に、最前線の輸送任務に従事した。
11月1日に米軍がブーゲンビル島に上陸し、ラバウル在泊の第五戦隊（重巡妙高、羽黒）を中心に逆上陸作戦が計画された（ブーゲンビル島沖海戦参照）。本艦は第11駆逐隊司令山代勝守大佐が指揮する輸送隊（天霧〈旗艦〉、文月、水無月、卯月、夕凪）として作戦に従事する。だが、陸戦隊の搭乗に手間取り作戦が2時間遅れたため、夕凪の最大戦速26ノットでは遅れを回復する見込みがなく、逆上陸は中止された。ブカ島に向かった水無月以外の輸送隊は、ラバウルに帰投した。
11月5日、米軍機動部隊（サラトガ、プリンストン）はラバウルに空襲を敢行、重巡愛宕（第二艦隊旗艦）や摩耶など多数の艦艇が損害を受けた（ラバウル空襲）。ちょうどこの時、艦長予定の駆逐艦望月が沈没したため（10月24日）、海軍陸戦隊に赴任していた岩淵悟朗少佐が夕凪駆逐艦長として着任した。前任の古川少佐が病気で倒れたためだったという。
日本軍は逆上陸作戦への望みを捨てておらず、11月6日に第31駆逐隊司令香川清登大佐指揮下の挺身輸送部隊（警戒隊〈大波、巻波〉、輸送部隊〈天霧、文月、卯月、夕凪〉）としてラバウルを出撃する。支援部隊や航空部隊の掩護を受け、7日午前0時過ぎにタロキナに到着、陸軍部隊を揚陸し、同日午前にラバウルに帰投した。
先のブーゲンビル島沖海戦で軽巡洋艦川内が沈没し、第三水雷戦隊司令官伊集院松治少将は軽巡夕張に将旗を掲げた。11月11日の第二次ラバウル空襲により、在泊中の水雷戦隊も駆逐艦涼波が沈没、軽巡阿賀野と駆逐艦長波が大破するなど大損害を受け、第二水雷戦隊と第十戦隊はトラック泊地に撤収した。
第三水雷戦隊は残存兵力（夕張、夕凪、大波、巻波、天霧、夕霧、秋風、文月、卯月、水無月）でニューブリテン島への夜間輸送を実施、空襲に悩まされながらも任務を遂行した。だが25日にセント・ジョージ岬沖海戦で第三水雷戦隊の残存3隻が一挙に沈没した。ブーゲンビル島方面への駆逐艦輸送作戦は中断された。12月上旬は夜間輸送の難しい月明期であったため損傷艦はトラック泊地に後退し、第三水雷戦隊司令部は陸上に移動、ラバウルに残った水上艦は3隻（天霧、秋風、夕凪）であった。
12月11月、夕凪はラバウルで座礁した。13日にも船団救援中にニューアイルランド島カビエン沖で座礁し、B-24爆撃機の爆弾1発が命中するが不発で難を逃れた。14日に水無月の曳航で離礁し、同日深夜にラバウルに戻った。
16日、第三水雷戦隊司令官は伊集院松治少将から中川浩少将に交代した。ニューブリテン島周辺への駆逐艦輸送作戦が再開され、応急修理を終えた夕凪も加わる（12月下旬の輸送実施艦は、夕凪、水無月、皐月、文月、松風、太刀風、漣、曙）。しかし28日に機関故障を起こし、速力が22ノットまで低下した。29日、特設運送船清澄丸を第22掃海艇と共に護衛し、カビエン経由でトラックに向かった。
1944年（昭和19年）1月1日夜、米潜水艦バラオの雷撃により清澄丸が大破した。夕凪と掃海艇では曳航できず、軽巡那珂と駆逐艦谷風、軽巡大淀と駆逐艦秋月などが救難に協力し、清澄丸はトラックに入港した。
1月中旬、軽巡長良はラバウル空襲で大破した夕雲型駆逐艦長波（第31駆逐隊）を曳航して内地に戻ることになり、駆逐艦2隻（夕凪、卯月）は両艦を護衛した。日本近海で呉にむかう長良と長波を分離し（24日、徳山入港）、夕凪と卯月は佐世保に帰投した。夕凪は機関などの修理に入った。

### サイパン、フィリピン方面での護衛戦
1944年（昭和19年）3月10日、外南洋部隊襲撃部隊は解消され、所属していた第三水雷戦隊および駆逐艦3隻（松風、秋風、夕凪）は中部太平洋方面部隊（指揮官南雲忠一海軍中将、中部太平洋方面艦隊司令長官）に編入された。夕凪は松輸送に動員され、海上護衛総司令部（司令長官及川古志郎大将）の指揮下に入った。
軽巡洋艦龍田（第十一水雷戦隊旗艦、司令官高間完少将）、駆逐艦（野分、朝風、夕凪、卯月）、海防艦平戸、敷設艇（測天、巨済）、第20号掃海艇と共に、サイパン・グアム方面へ向かう東松二号船団の船舶12隻の護衛に就いた。
3月13日、龍田と輸送船国陽丸が米潜水艦サンドラスの雷撃で沈没した（旗艦を野分に変更）。船団は19日にサイパンに到着し、4隻（卯月、夕凪、対馬丸、あとらんちっく丸）はトラック島に向かった。

4月15日、夕凪は東松六号船団に参加する。第七護衛船団司令官松山光治少将の指揮下、駆逐艦（帆風、卯月、夕凪）、海防艦（三宅、6号）、駆潜艇（10号、12号）、掃海艇（20号、28号）、敷設艇（猿島、巨濟、由利島）と共に船舶18隻を護衛し東京湾を出撃する。グアム行・小笠原行船団を分離し、残る船団は無事23日朝にサイパンに到着した。その後も、夕凪は各方面への輸送船団を護衛した。
5月1日、夕凪はトラック島空襲で沈んだ睦月型駆逐艦文月の代艦として第22駆逐隊に編入され、同隊は駆逐艦3隻（皐月、水無月、夕凪）となった。
5月3日、連合艦隊は新たな軍隊区分を発令、連合艦隊司令長官豊田副武大将直率の主隊（軽巡〈大淀〉、駆逐艦〈霜月、夕凪、松風〉）が編成された。5月20日発令の兵力部署でも、ひきつづき主隊に所属した。
27日、夕凪は中部太平洋方面部隊への復帰と、サイパン進出を命じられた。6月6日、夕凪は補給部隊の護衛として、佐世保を出港した。
6月15日、米軍はサイパン島に上陸を開始した。『あ号作戦』が発動され、第一機動艦隊（司令長官小沢治三郎中将）補給部隊の護衛としてマリアナ沖海戦に参加した。18日0700、内地から来た給油艦速吸、駆逐艦（初霜、栂）が補給船団に合同する。この時の夕凪は軽巡洋艦名取（6月5日、呉発）と共に行動していたとみられ、1500に補給部隊と合流すると、名取艦長が補給部隊の指揮をとった。
19日、名取は補給部隊から分離し、マニラにむかった。
6月20日における機動部隊補給部隊の編成は、駆逐艦（初霜、栂、卯月、雪風〈座礁被害により最大速力26ノット〉、夕凪、響）、油槽船（速吸、日栄丸、国洋丸、清洋丸、玄洋丸、あづさ丸）であった。同日、補給部隊はマリアナ沖で米機動部隊の空襲を受け、大破した清洋丸と玄洋丸が処分された。海戦に敗れ、補給部隊は23日にネグロス島バコロド、夕凪は24日に対岸のギマラスに到着した。第二補給部隊と第三補給部隊は内海西部に回航され、他の油槽船はフィリピン方面に残った。
7月10日、駆逐艦3隻（夕凪、響、藤波）はタンカー2隻（速吸、旭東丸）を護衛してマニラを出港、17日に呉へ帰投した。

### 沈没
8月上旬、夕凪はヒ71船団（第六護衛船団司令官梶岡定道少将）に配属される。空母大鷹、駆逐艦2隻（夕凪、藤波）、海防艦5隻と共に速吸以下20隻の船団を護衛し、8日に門司を出港した。台湾・馬公で船団と護衛の編成を変更し、護衛艦5隻（海防艦〈佐渡、松輪、日振、択捉〉、駆逐艦〈朝風〉）を追加して17日に出港した。18日早朝、永洋丸が米潜水艦レッドフィッシュの雷撃を受けて損傷する。夕凪と朝風は永洋丸を護衛して台湾高雄市に向かった。
航海中の20日、第22駆逐隊が解隊されて夕凪は第30駆逐隊に編入され、同駆逐隊は5隻（卯月、皐月、夕月、秋風、夕凪）となった。またサイパン島地上戦で第三水雷戦隊司令部が玉砕したため、日本海軍は軽巡洋艦五十鈴・三水戦残存駆逐艦・松型駆逐艦・海防艦複数隻で連合艦隊の隷下に第三十一戦隊（司令官江戸兵太郎少将）を新編した。第30駆逐隊も第三十一戦隊に所属した。
21日朝、夕凪と朝風はタンカー第二八紘丸と二洋丸を護衛し高雄を出港する。22日、ルソン島バサレン湾で第二八紘丸が米潜水艦スペードフィッシュの雷撃で座礁したため、朝風と二洋丸が分離し、夕凪が警戒にあたった。同日、朝風は米潜水艦ハッドの雷撃で大破。その後、沈没した。
25日朝、「夕凪」は第二八紘丸の救援に到着した陸軍輸送船玄海丸、第25号海防艦と交代し、両艦船が同行していた船団に合流した。直後の10時22分、米潜水艦ピクーダの雷撃により、光徳丸が被雷して沈没する。対潜攻撃を行う夕凪を、ピクーダが再び攻撃する。左舷艦橋後部付近に魚雷が命中して缶室が爆発し、夕凪は10時35分に沈没した。沈没地点記録北緯18度42分 東経120度49分 / 北緯18.700度 東経120.817度。乗員約40名が戦死、救助後に体調が悪化し、最終的に約70名が戦死したという。10月10日、駆逐艦籍から除籍された。

## 歴代艦長
※脚注ない限り『艦長たちの軍艦史』247-248頁による。

### 艤装員長
1. 山田定男 少佐：1924年12月1日[275] - 1925年2月9日[276]

### 艦長
1. 山田定男 少佐：1925年2月9日[276] - 1926年11月15日[277]
2. 久我徳一 中佐：1926年12月1日[278] - 1927年12月1日[279]
3. 藤田類太郎 少佐：1927年12月1日[279] - 1928年12月10日[280]
4. 園二郎 少佐：1928年12月10日[280] - 1929年11月1日[281]
5. 高橋一松 少佐：1929年11月1日[281] - 1931年12月1日[282]
6. （兼）伊崎俊二 中佐：1931年12月1日[282] - 1932年9月15日[283]
7. （兼）小西要人 少佐：1932年9月15日[283] - 1933年3月15日[284]
8. （兼）佐藤寅治郎 少佐：1933年3月15日[284]- 1933年4月1日[285]
9. 吉村真武 少佐：1933年4月1日[285] - 1934年11月1日[286]
10. 原為一 少佐：1934年11月1日[286] - 1935年11月15日[287]
11. 山隈和喜人 少佐：1935年11月15日[287] - 1936年12月1日[288]
12. 大迫東 少佐：1936年12月1日[288] - 1938年2月28日[289]
13. 本田勝熊 少佐：1938年2月28日[289] - 1938年6月1日[290]
14. 鈴木保厚 少佐：1938年6月1日[290] - 1938年11月10日[291]
15. 岩橋透 少佐：1938年11月10日[291] - 1939年12月1日[292]
16. 田中忠政 少佐：1939年12月1日[292] - 1940年9月25日[293]
17. 山下正男 少佐：1940年9月30日[294] - 1942年4月15日[295]
18. 岡田静一 大尉：1942年4月15日[295] - 1943年5月23日[296]
19. 鹿嶋正徳 少佐：1943年5月23日[296] - 1943年10月20日[297]
20. 古川為夫 少佐：1943年10月20日[297] - 1943年11月5日[298]
21. 岩淵悟郎 少佐：1943年11月5日[298] - 1944年9月1日[299]